# 沃拉訥諾克山

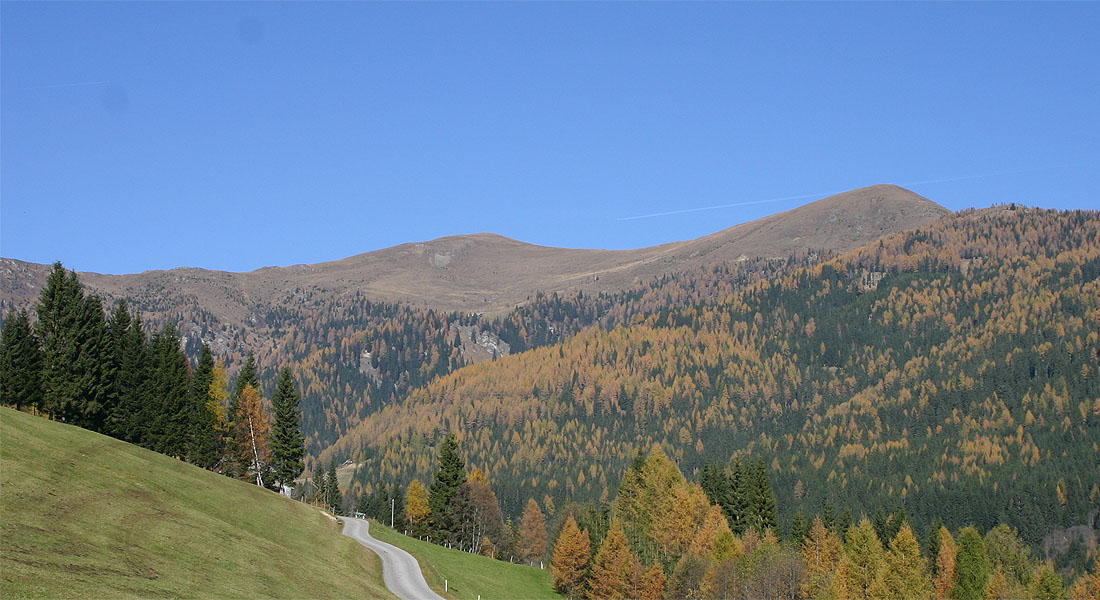

46°46′36″N 13°49′42″E / 46.77667°N 13.82833°E
沃拉訥諾克山（德語：Wöllaner Nock），是奧地利的山峰，位於該國南部，由克恩頓州負責管轄，屬於諾克山脈的一部分，海拔高度2,145米，每年平均降雨量2,511毫米。